# Британія (пам'ятник)
Брита́нія — колишній пам'ятник, який був споруджений у Булонь-сюр-Мер у 1938 році на честь ролі солдатів Великої Британії, що воювали на території Франції під час Першої світової війни. Був знищений у липні 1940 року німцями.

## Історія
13 серпня 1914 року перші англійські полки, передусім Горяни Аргайл і Сазерленд, висадилися в порту Булонь-сюр-Мер під командуванням генерала Джона Френча (його замінить у 1915 році генерал Дуглас Хейг). За час війни 5 мільйонів британських солдатів перетнули Ла-Манш.
Щоб висловити вдячність союзникам, комітет ветеранів міста Булонь вирішив у 1933 році встановити пам'ятник, який би символізував франко-британський альянс. Кошти, необхідні для проєкту (130 тис. франків), зібрали через підписку.
Пам'ятник складався з постаменту висотою 5 метрів з булонського мармуру, в який вставлено 13 гранітних блоків, надісланих кожним із домініонів (Ірландія, Індія, Канада, Австралія, Нова Зеландія, Південна Африка, Ньюфаундленд та ін.), і статуї. Загальна висота статуї, включаючи постамент, становила 15 метрів.
Статуя зображувала жінку, яка уособлювала Британію. Вона тримала тризуб у правій руці та щит у лівій. Статую спроєктували скульптор Фелікс-Олександр Дерюель та архітектор Жорж Дюфетель.
Пам'ятник, встановлений на кургані з видом на басейн Лубе в порту Булонь-сюр-Мер, урочисто відкрили 19 липня 1938 р. маршали лорд Каван і Петен незадовго до 12:45 у присутності короля Георга VI і королеви Єлизавети, які прибули з Дувра на борту королівської яхти Enchantress.
Цей символ франко-британської дружби знищили вибухівкою 11 липня 1940 німці після перемоги над французами. Пам'ятник ніколи більше не відбудовували. На його місці звели капітанію, урочисто відкриту 12 вересня 1987 р.
|                         |
| Спорудження постаменту. |

|                                                                 |
| Вшанування висадки британської армії у Булоні 14 серпня 1939 р. |

|                                 |
| Знищення статуї у липні 1940 р. |

## Копії в колекціях
Мініатюрні копії можна побачити в ратуші Булоні та в Шато д'Ардело.